# Mageløs's Endeligt
Mageløs’s Endeligt. 1. er første del af en dansk vise fra 1564, skrevet på gammeldansk. Visen er en smædesang omhandlende destruktionen af det svenske orlogsskib Mars, som svenskerne også kaldte Mageløs, den svenske konge Erik 14. af Sverige og den nordiske syvårskrig.
I visens beskyldes den svenske konge for at have startet krigen. Reelt var det dog den danske konge, der startede krigen. 
Skibet endte sine dage samme år som sin jomfrurejse i en eksplosion i krudtkammeret. 
Andre digtere har også skrevet sange om mageløs' endeligt, herunder den danske digter Hans Lauridsen Amerinus som i 1573 på latin forfattede et digt hvor den oversatte strofe "Makalös, du hovmodige skib" indgik.
Ligeledes er der en tysk sang om hændelsen.

## Original tekst
Mageløs's Endeligt. I.

(1564)

1.
Koninng Eriick aff Sueriig, hoffmod och stolt,

søll, guld, riigdom, hannum thett woltt,

att hannd saa tradziig och hoffmodiig blieff,

och Dannemarcks waaben til siig scriiff:

hand mentte att Chræsus, then koning saa riig,

kund icke werre hannem y forradtt liig;

Chresus Solonis raad foragthett,

Koning Eriick driistiit poo sin egen magtt.

Nu stander Magløz paa huiden sandtt,

di tacker alle Gud aff hierttens grundtt.

2.
Fred oc enighett monne hand foragtte,

pagtt och forbund mone hand opbriide,

frendskab, slegt och byrd hannd forachtede slett;

ett wnderliig kram lod handtt opsette,

jorderiigis regenther for siig hannd schriifue lodtt,

hand mentte thj danske mend att wille fordriffue,

thett vor i mange aar bedagtt,

stuor forrad wor och ther thiill ind lagtt.

3.
Rederliig beuartt mett faste buluerck

lod hand en skiib biige stuor och sterck,

mett skøtt och folck berøstitt wd mett alle,

Judhader mone hand thett kalle;

Jacob Norbagj, hans ommerall,

hans hoffmod hiertte stuod tiill stor praall,

hannd menthe ther euinnderliig att bliffue,

mageløz embitt naffn mon hand thett giffue.

4.
Thenn løb all først aff steren wdt,

thenn danske omerall hand søge lodtt,

ergieriighett er y hans hiertte opblest,

weder och windtt stod hannem mett;

her Herloff Throld, en riider guodtt,

hand bar en guoder friister modtt,

hand søgtt imod hanum mett en hast:

“O dansker och thøsker staar all fast.”

5.
Annden dagen epther helliig threfoldiighetts søndag,

thj skib kom samell mett møgen wmag,

dy skiød, thj frøgthet the haffde møgit roff,

then slag then warde y dage then warde y thuoff;

thj wor da komen samen mett liig,

den enne wiille icke then anden wiige,

dj danske skød aff alle magtt,

men Magløz gaff hanum thett liden paa agtt.

6.
Den neste onsdag, epther midag,

tha skiickit Gudtt thett saa vell y mag,

att Magløss møste sthyre och roe,

thett bliiff hinde fra skøtt medtt hast;

thett wor thenn thridie bede dag,

Gud hørde dj dannskiis bønn och klage,

thj haffde beditt tideelig,

thj wille Gud thenum fry mildeliig.

7.
De dannske mend lod Gud sin naade bethæ,

att huer mand schulle mercke och see,

then riige kand icke den styrcke befrj,

och menskeliig magtt hielper icke y kry;

men seeyrvinding giffues allene aff Gud,

som alting bryder the stolte emodtt,

tha skiieckit Gud thett saa,

att Magløz hoffmod forbrende maa.

8.
Marrck och stoffue kunde mand aff brende mett en hast,

mett thj fyrbolther ther bleff ind kast,

ther ilden node theris archely och krudtt,

tha slo folck voben y stranden wdtt;

thj skiød wdj saa stackit en stundtt,

att Magløss sanck till haffsens bunde;

hand vor mett skod och skithe vell fry,

men Gud wiste anderlunde att kri.

9.
Koninng Eriick, saa wille gud then hoffmodtt omuende,

som Magløs er mett ild opbrentt;

Gud haffuer oss giortt fraa Magløs frii,

att wii skulle lerre i thenne krii:

att giffue Gud alene tack och ærre,

att wiide al hielp af hanum att werre,

hanum flittelig att kalde paa,

att hand vor fiender aff werge maa.

Nu stander Magløs paa haffsens bunde,

vi tacker Gud aff hiertens grundtt.